# Inductancemètre
Un inductancemètre est un instrument de mesure destiné à mesurer l'inductance d'un circuit inductif.
Le dipmètre est un inductancemètre surtout utilisé pour déterminer la fréquence de résonance des circuits radioélectriques.